# نیروی واندروالسی
همه اتم‌ها در مولکول‌ها توسط پیوندهای کووالانسی کنار هم نگه داشته شده‌اند. اما پرسش این است که مولکول‌ها در حال مایع و جامد توسط چه نیروهایی به سوی یکدیگر جذب می‌شوند، نیروهایی که مولکول‌های یک ماده را در حالت مایع یا جامد به همدیگر ارتباط می‌دهند به نیروهای بین مولکولی معروف هستند.
نیروهای بین مولکولی بین مولکول‌های قطبی با نیروهای بین مولکولی بین مولکول‌های غیرقطبی باهم تفاوت دارند. معمولاً نیروهای بین مولکولی به نام نیروهای واندِروالسی معروفند. وجود این نیروها در بین مولکول‌ها باعث می‌شود که یک ترکیب جامد مولکولی شکل معینی داشته باشد و با غلبه بر این نیروها بتوان آن را به حالت مایع درآورد.

## تاریخچه
اولین بار یوهان واندروالس در سال ۱۸۷۳ میلادی وجود نیروهای کشش بین مولکولی در میان مولکولهای گاز را مطرح کرد، به نظر واندروالس مجموع این نیروها هستند که مقدار انحراف یک گاز حقیقی از گاز ایده‌آل را معین می‌کنند توضیح خاستگاه این نیروهای بین مولکولی توسط فریتز لاندن در ۱۹۳۰ پیشنهاد شد. 
امروزه نیروهای بین مولکولی را به صورت عام نیروهای واندروالس و نیروهای پراکندگی بین مولکولهای غیرقطبی را نیروهای لاندن می‌نامند.

## انواع نیروهای واندروالسی
نیروهای دوقطبی - دوقطبی
این نیروها بین مولکولهای قطبی دیده می‌شوند. این مولکولها دارای دوقطبی‌های دائمی هستند و تمایل به قرار گرفتن در راستای میدان الکتریکی دارند. پایدارترین حالت زمانی است که قطب مثبت یک مولکول تا حد امکان به قطب منفی مولکول مجاور نزدیک باشد. در این شرایط بین مولکولهای مجاور یک نیروی جاذبه الکتروستاتیکی به نام نیروی دوقطبی به وجود می‌آید.
با توجه به مقادیر الکترونگاتیوی اتم‌ها در یک مولکول دو اتمی می‌توان میزان قطبیت مولکول و جهت‌گیری قطبهای مثبت و منفی را پیش‌بینی کرد اما پیش‌بینی قطبیت مولکول‌های چند اتمی باید مبتنی بر شناخت شکل هندسی مولکول و آرایش جفت الکترون‌های غیرمشترک باشد.

## پیوند هیدروژنی

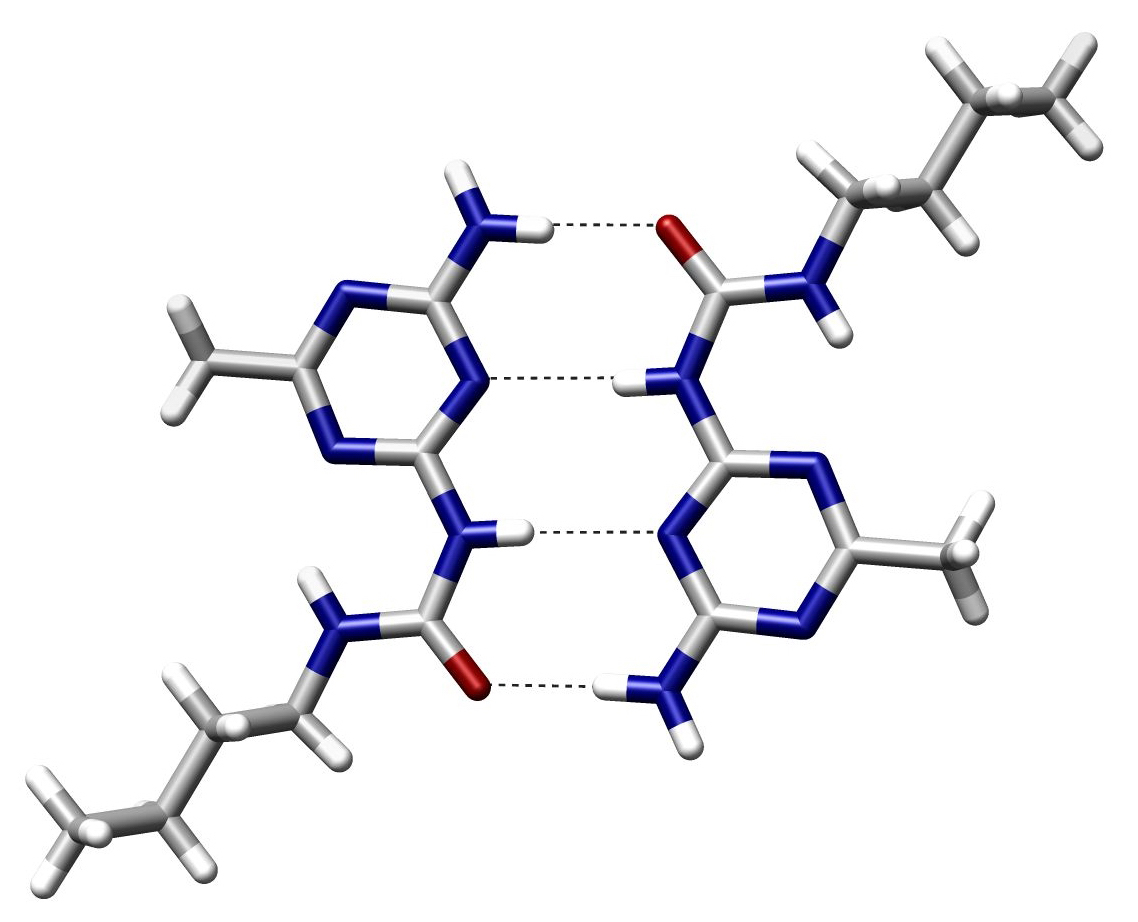
مثالی از نیروی بین مولکولی پیوند هیدروژنی

پیوند هیدروژنی نوعی نیروی بین مولکولی است که در آن بین اتم هیدروژن (H) از یک مولکول با اتم‌های الکترونگاتیو، فلوئور (F) و اکسیژن (O) و نیتروژن (N) از مولکول‌های دیگر جاذبه‌ای بوجود می‌آید که به پیوند هیدروژنی معروف است. پیوند هیدروژنی بین ترکیبات اتم‌های F, O، و N با هیدروژن وجود دارد، یعنی در این ترکیبات به خاطر اختلاف الکترونگاتیوی و توزیع نامساوی الکترون بر روی اتم‌ها هیدروژن دارای کمی بار مثبت و اتم الکترونگاتیوتر دارای کمی بار منفی می‌شود و هیدروژن به عنوان پلی بین دو اتم الکترونگاتیو عمل می‌کند. این پیوندها می‌توانند بین ملکول‌های مختلف یا بین اتم‌های مختلف یک مولکول رخ دهند. انرژی لازم برای شکستن یک مول پیوند هیدروژنی از حدود ۱ تا ۱۰ کیلوکالری متغیر است.
اگرچه پیوندهای هیدروژنی ضعیف تر از پیوندهای کووالانسی هستند، اما در میان نیروهای بین مولکولی قویترین آنها به‌شمار می‌روند. پیوندهای هیدروژنی نقش مؤثری در ساختار مواد مهم زیستی (بیولوژیکی) دارای پیوندهای N - H و O - H و تعیین خواص آنها دارد. شکل هندسی پروتئین‌ها و اسیدهای نوکلئیک که ترکیب‌های آلی دارای زنجیر بلند هستند با پیوند هیدروژنی میان گروه‌های N - H یک زنجیر و گروه C = O زنجیر مجاور تثبیت می‌شود.
که در ربایش فضای بین مولکولی اتم‌های هیدروژن پیوند واندروالسی به‌طور چشم‌گیری افزایش میابد.

## نیروی پراکندگی لاندن

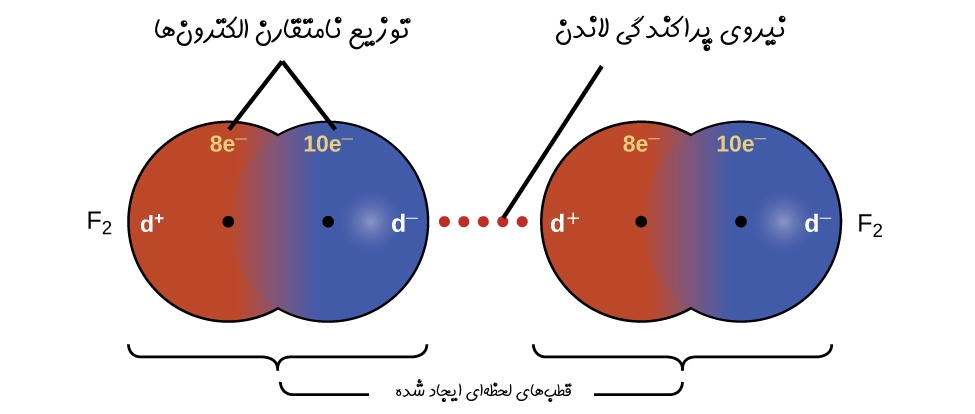

نیروی پراکندگی لاندن از جمله نیروهای بین‌مولکولی ضعیف است، نوعی جاذبه میان مولکول‌های ناقطبی است. در مولکول‌های ناقطبی بر اثر برهم خوردن توزیع الکترون، مولکول‌های دوقطبی لحظه‌ای یا دوقطبی القایی ایجاد می‌شود. مولکول‌های غیرقطبی، دوقطبی دائمی ندارند، ولی با وجود این تمام مواد غیرقطبی را می‌توان مایع کرد. از این‌رو علاوه بر نیروی مولکول‌های دوقطبی-دوقطبی باید نوع دیگری از نیروی بین مولکولی وجود داشته باشد. وجود نیروهای پراکندگی در مولکول‌ها به عنوان یک اصل پذیرفته شده‌اند. تصور می‌شود این نیروها ناشی از حرکت الکترون‌ها باشد. در یک لحظه از زمان ابر الکترونی یک مولکول به نحوی تغییرشکل می‌دهد که یک دوقطبی لحظه‌ای بوجود می‌آید که در آن قسمتی از مولکول به مقدار بسیار کم منفی‌تر از قسمت‌های دیگر می‌شود و در لحظه بعد به علت حرکت الکترون‌ها جهت دوقطبی لحظه‌ای تغییر می‌کند.
اثر این دوقطبی‌های لحظه‌ای باعث می‌شود که مولکول‌های غیرقطبی فاقد دوقطبی دائمی شوند؛ و دوقطبی‌های مواج لحظه‌ای یک مولکول، دوقطبی‌های نظیر خود را در مولکول‌های مجاور جذب می‌کنند و حرکت هم‌زمان الکترون‌های مولکول‌های مجاور باعث ایجاد نیروی جاذبه بین این‌دو قطبی‌های لحظه‌ای، نیروی لاندن را تشکیل می‌دهند. نیروی لاندن بین مولکول‌های قطبی هم وجود دارد برای مثال در آب ۸۰ درصد پیوند هیدروژنی و ۲۰ درصد نیروی لاندن وجود دارد، اما تنها نیروی بین مولکولی موجود در مولکول‌های غیرقطبی، نیروی لاندن است.